# Albert Decourtray
Albert Florent Augustin Decourtray (Wattignies, 9 april 1923 - Lyon, 16 september 1994) was een Frans rooms-katholiek kardinaal en aartsbisschop van Lyon. Decourtray was lid van de Académie française.

## Levensloop

### Studies
Decourtray ging in 1940 naar het kleinseminarie van Haubourdin als voorbereiding voor zijn priesterstudies die hij het jaar nadien aanvatte aan het grootseminarie van Rijsel. Op 29 juni 1947 werd hij tot priester gewijd en hij droeg zijn eerste mis op in Seclin waar hij en zijn familie sinds 1938 woonden. 
Daarna zette hij zijn studies verder aan de Katholieke Universiteit Rijsel en vanaf 1948 aan de Pauselijke Universiteit Gregoriana. In Rome was Decourtray eveneens kapelaan in de kerk van San Luigi dei Francesi. Met een proefschrift over Nicolas Malebranche behaalde hij in 1951 het doctoraat in de theologie. 

### Priester in het bisdom Rijsel
In 1952, bij zijn terugkeer in het bisdom Rijsel, werd Decourtray professor aan het grootseminarie van Rijsel. Hij bleef er doceren tot in 1966. Ondertussen was hij in 1958 eveneens diocesaan verantwoordelijke voor de vorming van jonge priesters geworden. In 1965 werd Decourtray benoemd tot vicaris-generaal in het bisdom en het jaar nadien tot aartsdiaken van Roubaix-Tourcoing.

### Decourtray als bisschop
Op 27 mei 1971 benoemde paus Paulus VI Decourtray tot titulair bisschop van Hippo Diarrhytus en tot hulpbisschop in het bisdom Dijon. Op 3 juli van dat jaar werd hij tot bisschop gewijd. Op 22 april 1974 volgde zijn benoeming tot bisschop van Dijon in opvolging van André-Charles de la Brousse. 
Op 29 oktober 1981 benoemde paus Johannes Paulus II Decourtray tot aartsbisschop van Lyon waardoor hij de primaat van Frankrijk werd. Op 23 april 1982 werd Decourtray tegelijkertijd prelaat van de Prelatuur Mission de France Pontigny, een functie die hij tot in 1988 bleef uitoefenen. 
Van 1987 tot 1990 was Decourtray voorzitter van de Franse bisschoppenconferentie.

### Decourtray als kardinaal
Tijdens het consistorie van 25 mei 1985 werd Decourtray door paus Johannes Paulus II tot kardinaal gecreëerd. Hij werd kardinaal-priester met als titelkerk de Trinità dei Monti. In de Romeinse Curie werd hij lid van de Pauselijke Raad voor de Interreligieuze Dialoog en de Pauselijke Raad voor de Dialoog met Niet-gelovigen. Zijn devies werd In simplicitate (In eenvoud).
Het kardinaalschap van Decourtray werd gekenmerkt door de dialoog die hij onderhield met de joodse gemeenschap. Hij besliste om de archieven van het aartsbisdom Lyon in verband met de Tweede Wereldoorlog open te stellen voor de historici zodat deze de relatie tussen oorlogsmisdadiger Paul Touvier en het aartsbisdom konden onderzoeken.
Decourtray bracht in gezelschap van kardinaal Lustiger een bezoek aan Auschwitz en was een bepleiter van het uitspreken van de pauselijke penitentie ten opzichte van de joden die uiteindelijk in het jaar 2000 werd geconcretiseerd door paus Johannes Paulus II.
In 1993 werd kardinaal Decourtray verkozen tot lid van de Académie française. Op 10 maart 1994 werd hij plechtig ingehuldigd in de academie maar een half jaar later stierf hij op 71-jarige leeftijd aan de gevolgen van een hersenbloeding. Hij werd begraven in de crypte van de kathedraal van Lyon.

## Werken
- Une voix dans la rumeur du monde, 1988